# Brohl-Lützing

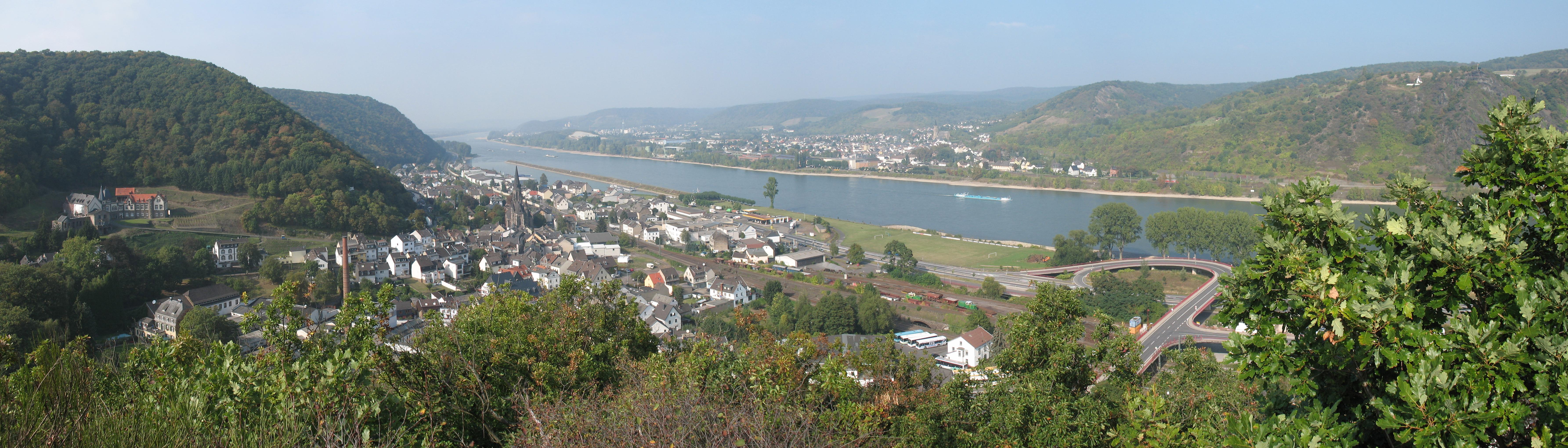
Blick über den Ortsteil Brohl im Rheintal

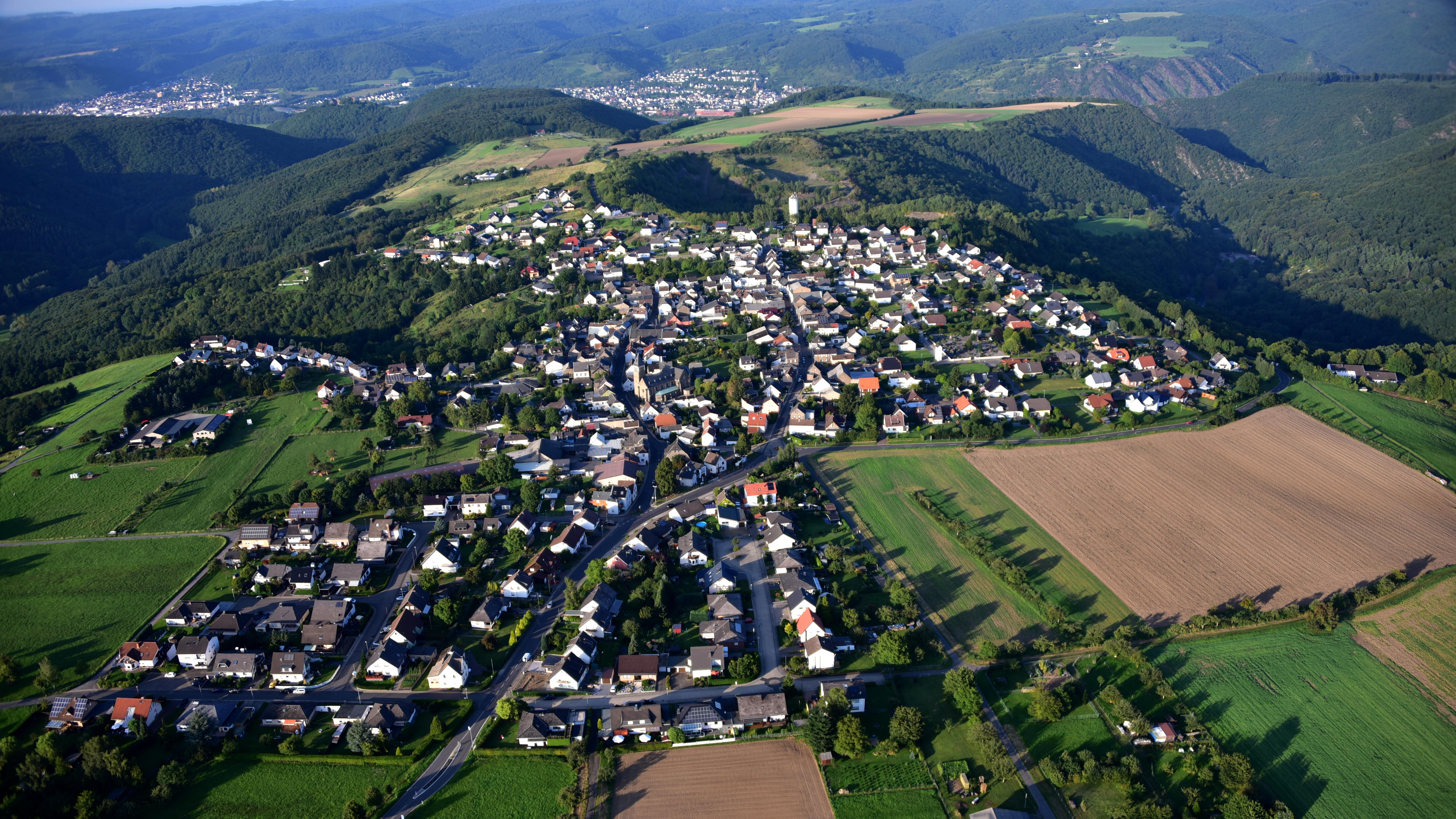
Blick auf den Ortsteil Lützing oberhalb des Rheintals

Brohl-Lützing ist eine Ortsgemeinde im Landkreis Ahrweiler in Rheinland-Pfalz. Sie gehört der Verbandsgemeinde Bad Breisig an.

## Geographie
Die Gemeinde gliedert sich in die beiden Ortsteile Brohl und Lützing. Zum Ortsteil Brohl gehört auch der Wohnplatz Schloss Brohleck, zum Ortsteil Lützing die Wohnplätze Auf dem Eichholz, Haus Drei Birken, Haus Netz, Netzermühle, Schweppenburg, Waldesruh und Zerwasmühle.

## Geschichte
Der direkt am Rhein liegende Ortsteil Brohl wurde 1252 erstmals urkundlich erwähnt. Dies war anlässlich der dort überlassenen Güter für den Templerhof im etwas weiter stromabwärts liegendem Niederbreisig (heute Bad Breisig).
Die heutige Gemeinde entstand am 7. November 1970 durch Zusammenschluss in Form einer Neubildung aus den bis dahin eigenständigen Gemeinden Brohl (damals 2.017 Einwohner) und Niederlützingen (955 Einwohner). Der Gemeindename Brohl-Lützing wurde am 1. Februar 1971 verliehen.
Bevölkerungsentwicklung
Die Entwicklung der Einwohnerzahl von Brohl-Lützing bezogen auf das Gemeindegebiet; die Werte von 1871 bis 1987 beruhen auf Volkszählungen:
| Jahr | Einwohner |
| ---- | --------- |
| 1815 | 1.014     |
| 1835 | 1.409     |
| 1871 | 1.430     |
| 1905 | 2.546     |
| 1939 | 2.617     |
| 1950 | 2.949     |
| 1961 | 2.968     |

| Jahr | Einwohner |
| ---- | --------- |
| 1970 | 2.958     |
| 1987 | 2.609     |
| 1997 | 2.636     |
| 2005 | 2.670     |
| 2011 | 2.405     |
| 2017 | 2.492     |
| 2023 | 2.533     |

## Politik

### Gemeinderat
Der Gemeinderat in Brohl-Lützing besteht aus 20 Ratsmitgliedern, die bei der Kommunalwahl am 9. Juni 2024 in einer personalisierten Verhältniswahl gewählt wurden, und dem ehrenamtlichen Ortsbürgermeister als Vorsitzendem.
Die Sitzverteilung im Gemeinderat:
| Wahl | SPD | CDU | FWG | WGS * | Gesamt   |
| ---- | --- | --- | --- | ----- | -------- |
| 2024 | –   | –   | 11  | 9     | 20 Sitze |
| 2019 | –   | –   | 11  | 9     | 20 Sitze |
| 2014 | –   | –   | 9   | 7     | 16 Sitze |
| 2009 | 3   | 9   | 8   | –     | 20 Sitze |
| 2004 | 5   | 11  | 4   | –     | 20 Sitze |

### Bürgermeister
Frank Gondert wurde am 13. August 2019 Ortsbürgermeister von Brohl-Lützing. Bei der Direktwahl am 26. Mai 2019 war er mit einem Stimmenanteil von 62,53 % für fünf Jahre gewählt worden. Bei der Direktwahl am 9. Juni 2024 wurde er ohne Gegenkandidat mit 78,8 % der Stimmen in seinem Amt bestätigt.
Gonderts Vorgänger als Ortsbürgermeister waren von 2014 bis 2019 Michael R. Schäfer und zuvor Christel Ripoll, die das Amt 15 Jahre ausübte.

### Wappen
| Wappen von Brohl-Lützing | Blasonierung: „Geteilt von Gold und Schwarz, oben ein schwarzer, goldbewehrter und goldgezungter wachsender Löwe, unten zwei silberbespitze rote schräggekreuzte Pfeile, bewinkelt von sechs, oben und unten von je einer, vorne und hinten pfahlweise von je zwei goldenen Kugeln.“ |
| Wappen von Brohl-Lützing | Wappenbegründung: Der obere Schildteil zeigt in Gold den schwarzen Löwen von Jülich, dessen Herzöge das Vogtrecht in Brohl („Breisiger Ländchen“) seit dem Spätmittelalter ausübten, der untere Teil ist das alte Siegel von Breisig (als Wappen: „In Silber zwei blaubespitzte gekreuzte rote Pfeile, bewinkelt von sechs, oben und unten von je einer, vorne und hinten balkenweise von je zwei blauen Kugeln.“), das auch Teil des Wappens des Reichsstiftes Essen ist (dort: „In Silber zwei schwarze gekreuzte Pfeile, bewinkelt oben von einem schwarzen Halbmond, unten von einer, vorne und hinten pfahlweise von je zwei ebensolchen Kugeln.“), dem Brohl mit Breisig per Schenkung von der Zeit der Äbtissin Mathilde (971–1011) an bis 1794 angehörte. |

## Sonstiges

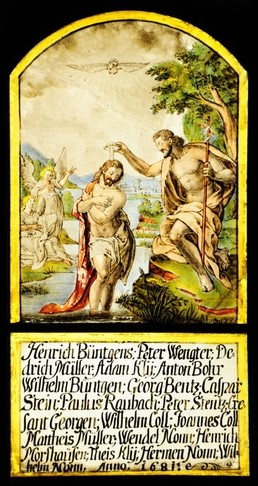
Kirchenfenster von 1681 der ehemaligen Kapelle St. Johannes der Täufer in Brohl mit den Namen ihrer Stifter, heute in der gleichnamigen Pfarrkirche als „Stifterfenster“ museal gezeigt.

- Kirchengemeinden: St. Johannes der Täufer in Brohl (r. k.) und St. Lambertus in Niederlützingen (r. k.), ein gemeinsamer Pastor, der auch für die Filialgemeinde in Oberlützingen (Gemeinde Burgbrohl) zuständig ist; die evangelischen Mitbürger gehören zu der Gemeinde, die in Bad Breisig beheimatet ist
- Kindergärten: zwei; ein kirchlicher in Brohl, ein kommunaler in Niederlützingen

### Leo-Stausberg-Schule
An der Halbtagsgrundschule in Brohl (Leo-Stausberg-Schule) werden 78 Kinder in 5 Klassen betreut (Oktober 2009). Das Einzugsgebiet umfasst die Orte Brohl (Rhein) und Lützing.
Die Geschichte der Schule beginnt 1923 mit Grundsteinlegung für das Gebäude der Volksschule Brohl am jetzigen Standort. Mit dem Bau der Turnhalle auf dem Schulhof wurde die Schule 1972 erweitert. Durch die Schulreform von 1973 erfolgte die Umordnung in eine ein- bzw. zweizügige Grundschule, die dann 1976 mit der Grundschule Niederlützingen zusammengelegt wurde. Ihren heutigen Namen erhielt die Schule erst 1993 anlässlich des 70. Schuljubiläums in Erinnerung an Leo Stausberg (1901 – 1968), Rektor u. a. dieser Schule, Bürgermeister und Heimatforscher. Im Jahre 1997 wurde die Schule dann durch die Errichtung des Anbaus erneut erweitert. Weiterhin besteht ein Schullandheim.

### Touristik
- Schmalspurbahn Vulkan-Express, regelmäßig auch mit Dampflok
- Barock-Schlösschen Schweppenburg (privat) und Schweppenburger Mühle, die immer noch als Wassermühle betrieben wird
- Rheinanlagen mit Aufenthaltsbereichen, historischem Aalschokker und Schiffsanleger
- Ausgangspunkt für Wander- und Radtouren:
  - Radweg entlang des Rheins in Richtung Bonn oder Koblenz
  - oder das Rad im Vulkan-Express in die Eifel mitnehmen und dann zurück zum Rhein rollen lassen
  - Katharinaweg und Himmelsleiterweg[14]
  - Rhein-Burgen-Wanderweg  (kann in Brohl mit dem Rheinsteig konkurrieren)
  - Brohltalwanderweg (Wanderkarte Nr. 10 herausgegeben vom Eifelverein)
  - oder den Vulkanpark Osteifel per Auto oder zu Fuß erkunden
- Tor zum Brohltal mit historischem Trassabbau Trass
- im Umland liegen Maria Laach/Laacher See, der Geysir Andernach bei Andernach-Namedy und ehemaliges Kloster Antoniusstein bei Kell (Tönissteiner Sprudel)
- Brunnenbesichtigung beim Brohler Mineral- und Heilbrunnen. Radfahrer und Wanderer dürfen ihre Trinkflaschen wieder auffüllen

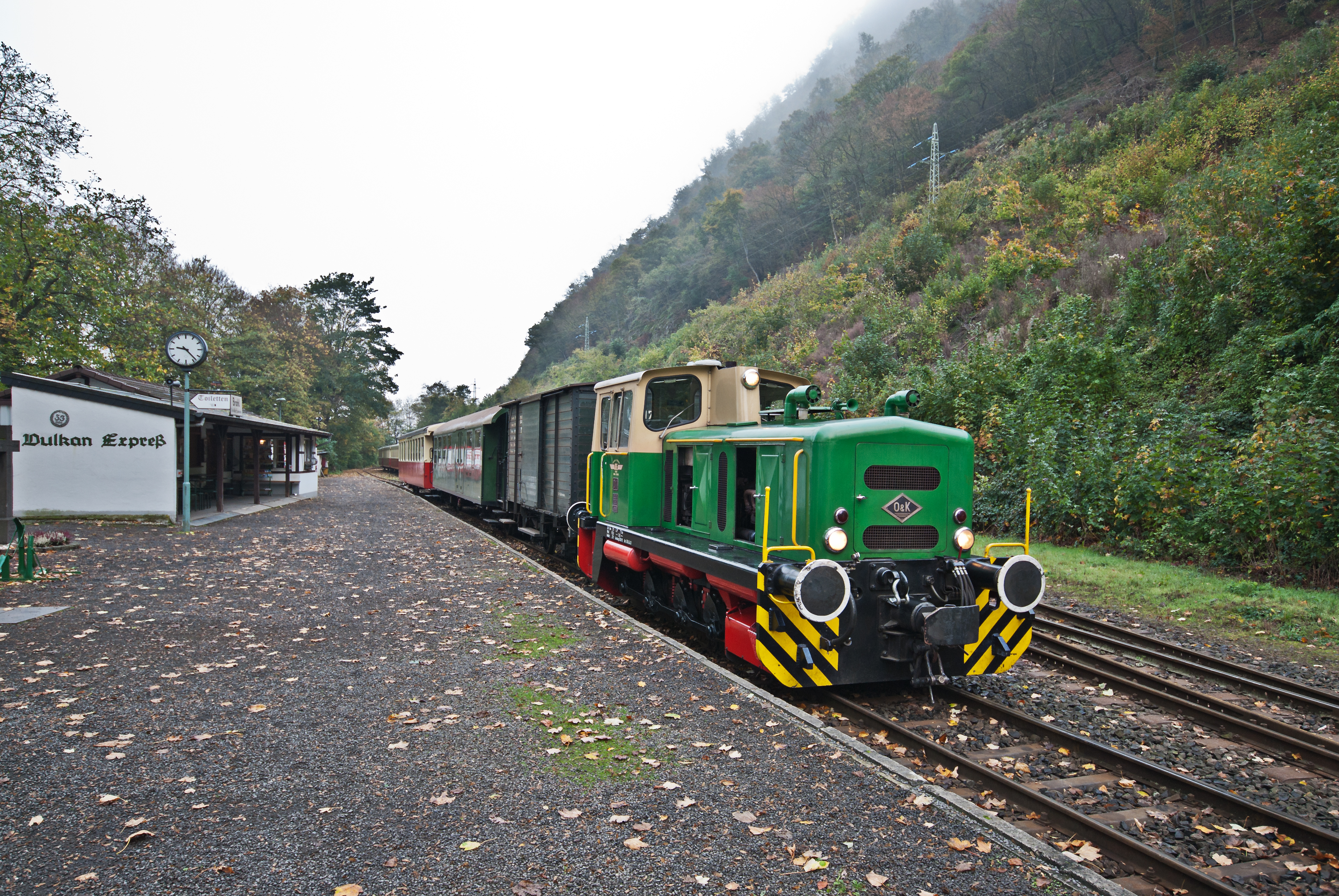
Schmalspurbahn Vulkan-Express
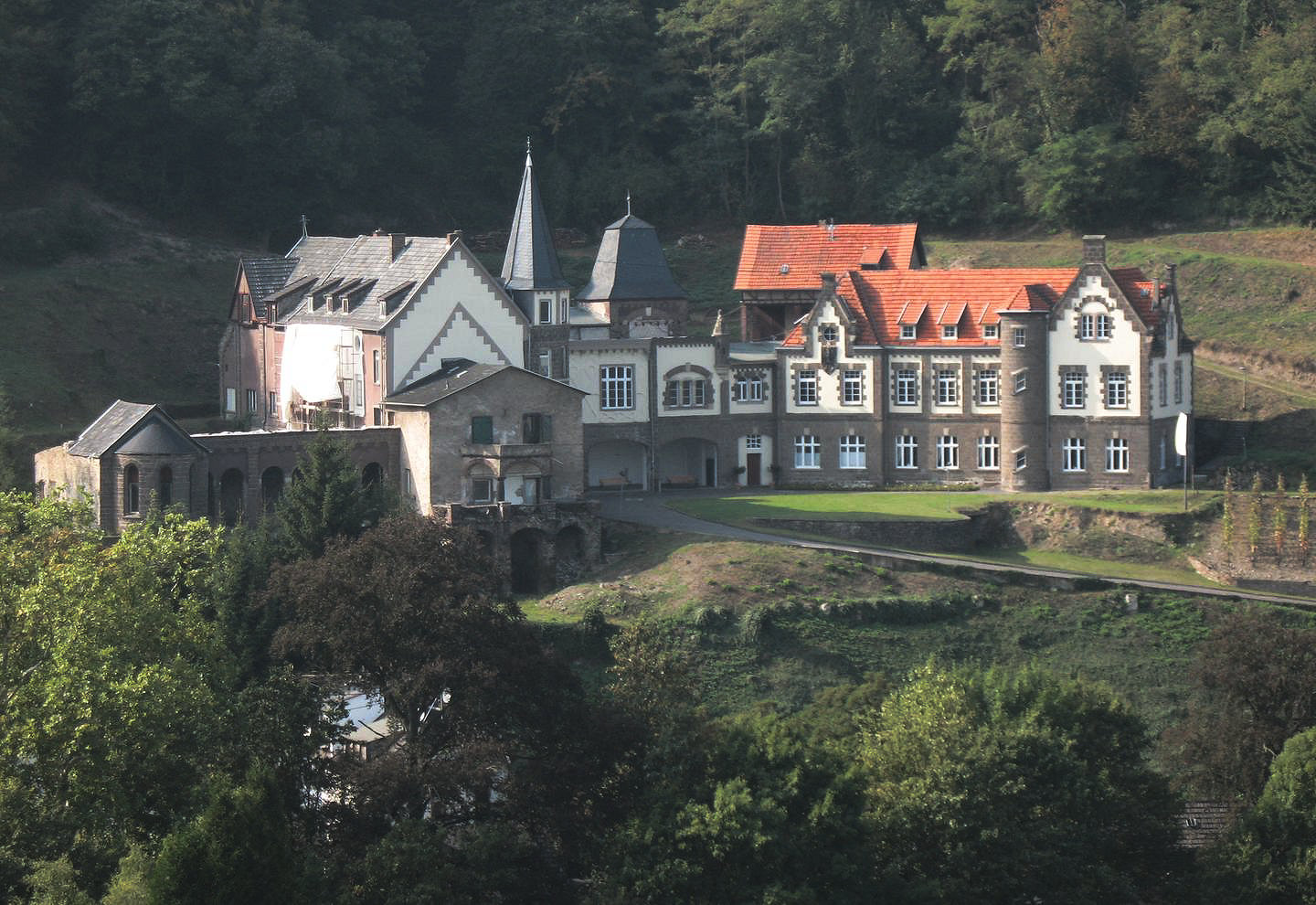
Schloss Brohleck
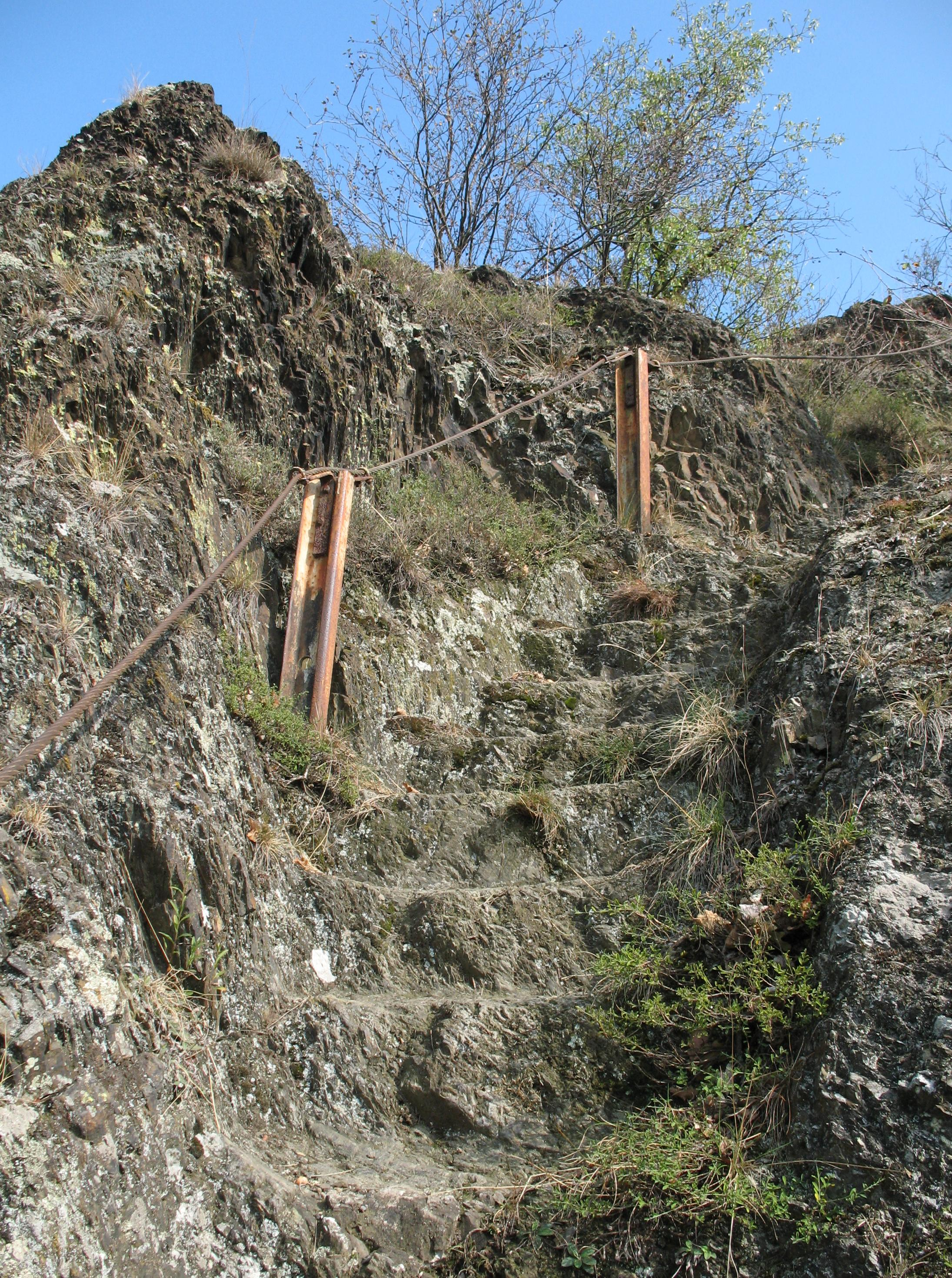
„Eselstreppe“
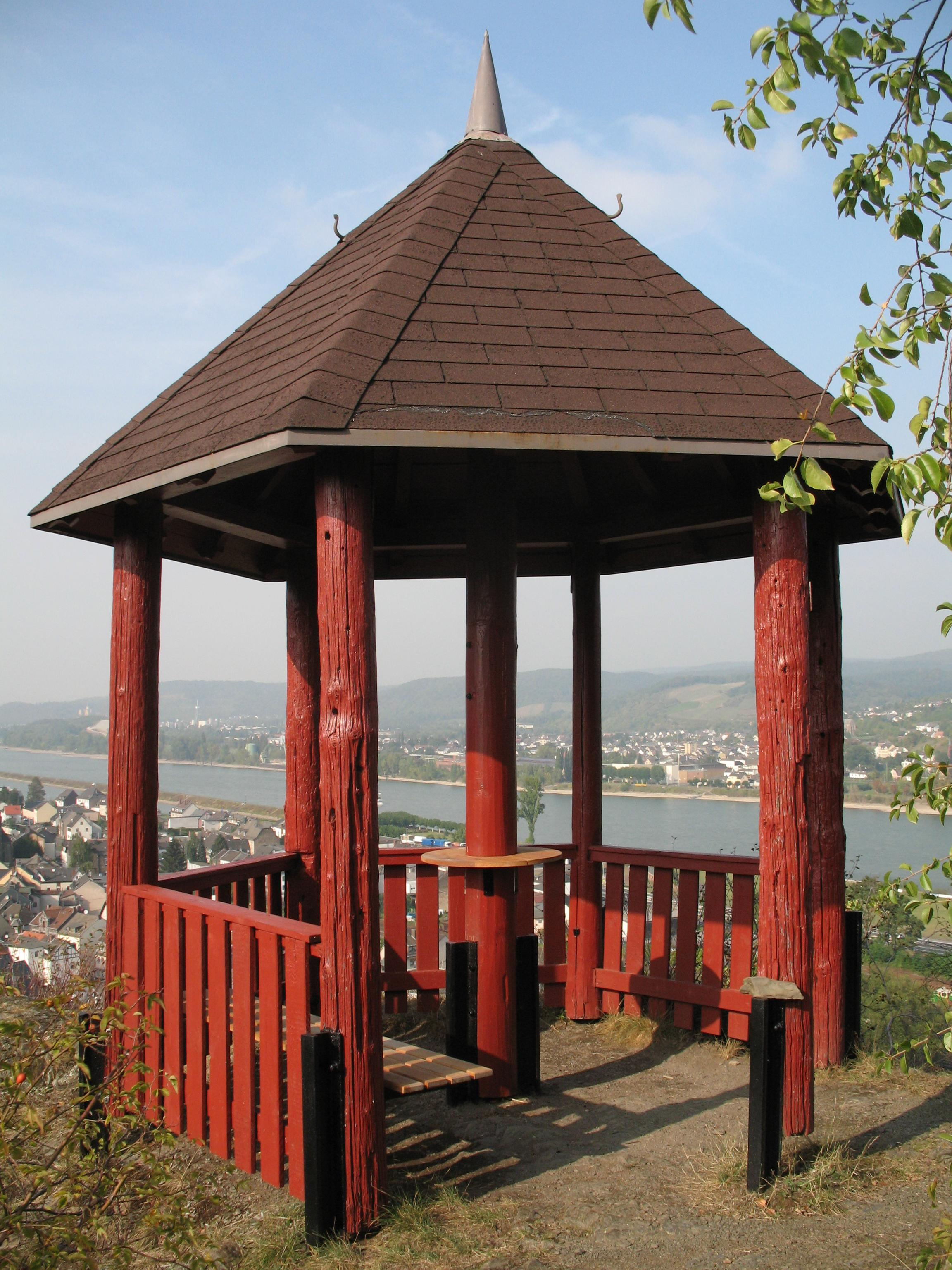
Aussichtspavillon mit Blick über den Rhein